# Rusmir Mahmutćehajić
Rusmir Mahmutćehajić (* 29. Juni 1948 in Stolac) ist ein bosnischer Wissenschaftler und Politiker. Er ist Professor für Angewandte Physik an der Universität Sarajevo und ist Mitgründer und Präsident des International Forum Bosnia. Mahmutćehajić war Vizepräsident der Regierung von Bosnien und Herzegowina. In den frühen 1990er Jahren war er einer der engen Verbündeten Alija Izetbegovićs.
Mahmutćehajić studierte Elektrotechnik an der Universität Sarajevo (Abschluss 1973) und setzte sein Studium dann an der Universität Zagreb mit einem Schwerpunkt auf der Ausbreitung elektromagnetischer Wellen in Mehrleitersystemen (multiconductor systems) fort (Masters 1973, Promotion 1979). Von 1985 bis 1991 war er zunächst Professor und dann Dekan an der Fakultät für Elektrotechnik der Universität von Osijek. 1988 war er für ein Jahr Gastprofessor an der Katholischen Universität Leuven. 
Seit 1995 ist Mahmutćehajić Professor an der Universität von Sarajevo und unterrichtet dort an den Fakultäten für Elektrotechnik, Maschinenbau und Islamische Theologie, mit Vorlesungen über angewandte Physik und Mathematik, insbesondere mit Bezug auf die Digitalisierung komplexer Wellenphänomene in ersteren und der Phänomenologie des Islams in letzterer. Seit 1995 publiziert er fast ausschließlich zu politischen und religiösen Themen.
Neben seinen akademisch-technischen Interessen verfolgte Mahmutćehajić auch literarische und philosophische Interessen und publizierte Essays und literarische Fragmente. Gegen Ende der 1980er Jahre veranlasste ihn die politische Situation in Bosnien, sich zunehmend auch politisch zu engagieren. Er spielte eine aktive Rolle in der Unabhängigkeitsbewegung in Bosnien und war (parteiloser) stellvertretender Ministerpräsident in der Regierung der Republik Bosnien-Herzegowina von 1991 bis 1992 und Energieminister von 1992 bis 1994, an welcher er die erfolgreiche Verteidigung des belagerten Sarajevo mitorganisierte. 1994 zog er sich aus Protest gegen die "ethno-separatistischen" Ansichten seiner bisherigen Regierungspartner aus der aktiven Politik zurück und setzt sich seither, z. B. als Präsident des International Forum Bosnia für ein multi-ethnisches, multi-kulturelles und multi-religiöses Bosnien als Beispiel der "friedlichen Vielfalt" und der "unterschiedlichkeit in Einheit" ein.
2007 war Mahmutćehajić einer der 138 Unterzeichner des offenen Briefes Ein gemeinsames Wort zwischen Uns und Euch (engl. A Common Word Between Us & You), den Persönlichkeiten des Islam an „Führer christlicher Kirchen überall“ (engl. "Leaders of Christian Churches, everywhere …") sandten (13. Oktober 2007).
Der Royal Islamic Strategic Studies Centre des Royal Aal al-Bayt Institute for Islamic Thought in Amman zählt Mahmutćehajić zu den 500 einflussreichsten Muslimen der Gegenwart.

## Schriften (Auswahl)
- Andricevstvo: protiv etike sjecanja. Clio, 2015, ISBN 978-86-7102-495-2 (serbisch).
- On Love: In the Muslim Tradition (= Abrahamic Dialogues). Fordham University Press, 2007, ISBN 978-0-8232-2751-8 (englisch).
- The Mosque: The Heart of Submission (= Abrahamic Dialogues). Fordham University Press, 2006, ISBN 978-0-8232-2584-2 (englisch).
- The Denial of Bosnia (Post-Communist Cultural Studies.). Penn State University Press, 2000, ISBN 978-0-271-02030-3 (englisch).
- R. Mahmutcehajic, S. Babic, R. Garcanovic, S. Carsimamovic: Digital simulation of electromagnetic wave propagation in a multiconductor transmission system using the superposition principle and Hartley transform. In: IEEE Transactions on Power Delivery. Band 8, Nr. 3, 1993, S. 1377, doi:10.1109/61.252664.
- Z. Haznadar, S. Carsimamovic, R. Mahmutcehajic: More accurate modeling of gas insulated substation components in digital simulations of very fast electromagnetic transients. In: IEEE Transactions on Power Delivery. Band 7, Nr. 1, 1992, S. 434, doi:10.1109/61.108938.
- Salih Carsimamovic, R. Mahmutcehajic: Computation of very fast transients in 400 kV gas insulated substations caused by disconnector switching. In: Proceedings of the 6th Mediterranean Electrotechnical Conference. 1991, doi:10.1109/MELCON.1991.162108.